# Pseudhymenochirus merlini
Pseudhymenochirus merlini är en groddjursart som beskrevs av Paul Chabanaud 1920. Pseudhymenochirus merlini ingår i släktet Pseudhymenochirus och familjen pipagrodor. IUCN kategoriserar arten globalt som livskraftig. Inga underarter finns listade i Catalogue of Life.